# Mercator-Erdglobus von 1541

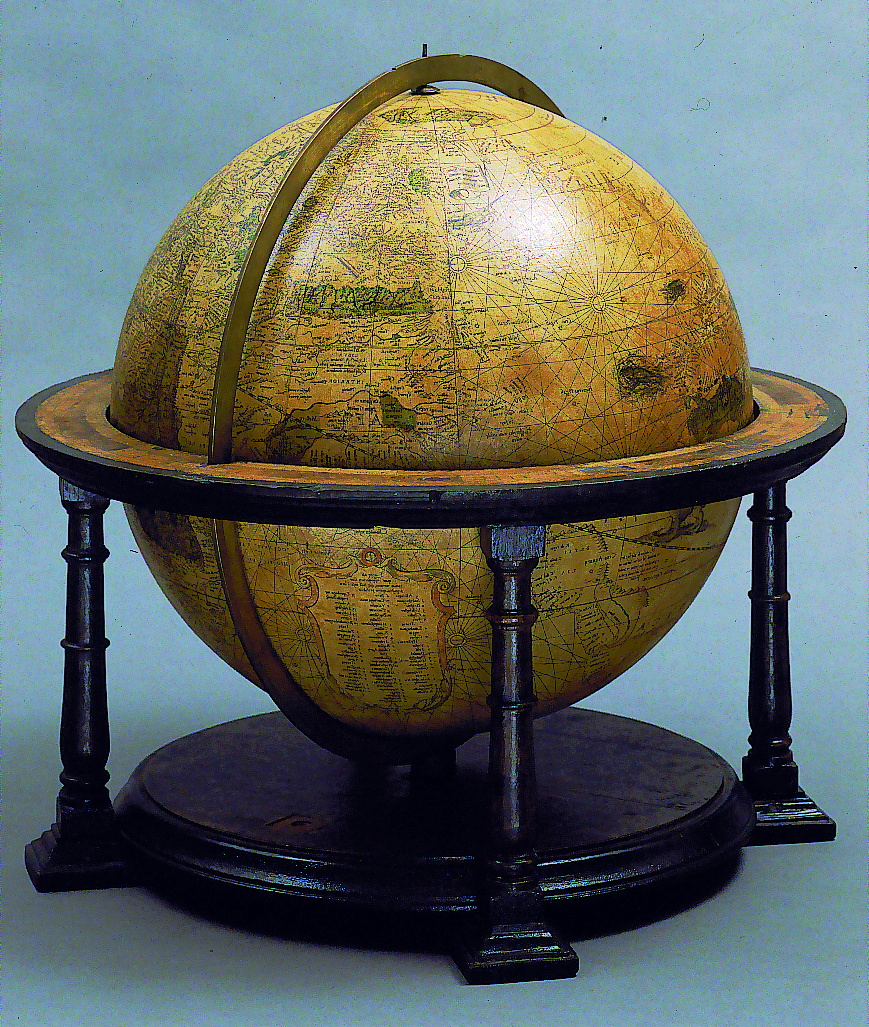
Der Erdglobus des Gerhard Mercator im Kultur- und Stadthistorischen Museum Duisburg

Der Mercator-Erdglobus von 1541 war der größte Erdglobus seiner Zeit. Er wurde von dem flandrischen Kartografen Gerhard Mercator im Jahr 1541 hergestellt und enthält die erste Darstellung von Loxodromen auf einem gedruckten Globus. Mercator verkaufte den Globus meist mit einem gleich großen Himmelsglobus, der 1551 entstand.

## Geschichte
Während bereits in der Antike Globen bekannt waren, prägte erst das 16. und 17. Jahrhundert eine europäische „Globenbegeisterung“. Zu wichtigen Zentren der Globenproduktion entwickelten sich zu Beginn des 16. Jahrhunderts Nürnberg und Amsterdam. Früh etablierte sich die Herstellung von gleich großen Erd- und Himmelsgloben, die als Paar gehandelt wurden. Sie zeigten das jeweils zeitgenössische Weltwissen in Kugelform. Sie waren vor allem Ikonen der neuzeitlichen Weltanschauung und verbreiteten wissenschaftliche, politische und wirtschaftliche Erkenntnisse.
Der Erdglobus des Gerhard Mercator entstand als zweites, größeres Werk innerhalb seines Schaffens. Mercator hatte zunächst Erd- und Himmelsgloben für den Kartografen und Leibarzt von Kaiser Karl V., Gemma R. Frisius, angefertigt. So entstand 1536 für Frisius ein Erdglobus, mit dem Mercator sich allerdings unzufrieden zeigte. In einem Brief von 1539 bzw. 1540 an den Bischof von Arras, Antoine Perrenot de Granvelle, machte Mercator deutlich, dass er die Entdeckungen der Portugiesen in Indien in den zukünftigen Globus einzufügen gedachte.
Zwei bzw. drei Jahre nach dieser Ankündigung vollendete der Kartograf sein Werk, obwohl Mercator selbst nur wenige Monate für das Vorhaben veranschlagt hatte. Im Vorfeld entwickelte er eine eigene Schrift, der eine eigene Veröffentlichung gewidmet war. Sie ermöglichte Mercator, die Beschriftung sehr klein und dennoch leserlich zu gestalten. Der Globus war dem Vater des Brieffreundes, Nicolas Perrenot de Granvelle, Mitglied der Regierungsbehörde der habsburgischen Niederlande, gewidmet. Juliane Howitz geht außerdem davon aus, dass der Globus als Auftragsgeschenk für Kaiser Karl V. gedacht war, dessen Name auch im Impressum erschien.
Mercators Erdglobus von 1541 erschien zunächst in Löwen und wurde später in Duisburg produziert. Er war bei seinem Erscheinen nicht nur der größte Globus seiner Zeit, sondern beinhaltete auch mehrere bahnbrechende Neuerungen, insbesondere auf dem Gebiet der Präsentation von kartographischem Wissen. Der Globus wurde ein großer Erfolg und erhielt mit dem 1551 erschienenen Himmelsglobus ein Pendant, das den Verkauf weiter verstärkte. Er wurde bis in die 1590er Jahre verkauft.
Die wissenschaftliche Erforschung des Werkes begann im 19. Jahrhundert. Bedeutsam wirkte sich 1868 die Entdeckung der in Kupfer gestochenen Segmente von Erd- und Himmelsglobus aus, die 1875 von der Königlichen Bibliothek in Brüssel in Form eines Faksimiles verbreitet wurden. Die Kenntnisse, die durch dieses Faksimile gewonnen wurden, führten zu einer Wiederentdeckung mehrerer verschollen geglaubter Exemplare des Erdglobus.

## Beschreibung
Der Erdglobus von 1541 hat einen Umfang von 130 Zentimetern und einen Durchmesser von 41 Zentimetern. Er wurde im Maßstab 1 : 30.000.000 angefertigt, was ihn zum größten Globus seiner Zeit macht. Der Globus besteht aus zwölf auf Kupfer gestochenen Segmenten und zwei Polkappen, die auf zwei Halbkugeln aus Holzspänen und -stäben aufgebracht wurden. Eine hohle Holzachse zwischen den Polen verbindet die beiden Teile, die am Äquator aufgehängt wurden.
Ein auf dem Objekt befindliches Impressum verweist auf die Entstehungszeit und -umstände. Es lautet: „Edebat Gerardus Mercator Rupelmundanus cum privilegio Ces Maiestatis ad an: sex Lovanij an: 1541“ (lat. Gerhard Mercator aus Rupelmonde veröffentlichte mit Privileg der Kaiserlichen Majestät für sechs Jahre, in Löwen, im Jahre 1541). Die Widmung wurde in einer weiteren lateinischen Inschrift verewigt: „Illustriss Dno Nicolao Perrenoto Domino á Granvella Sac Caesareae, Mati á consilijs primo dedicatum“ (lat. Dem sehr berühmten Herrn Nicolas Perrenot, Herr von Granvelle, erster Rat seiner heiligen Kaiserlichen Majestät gewidmet).

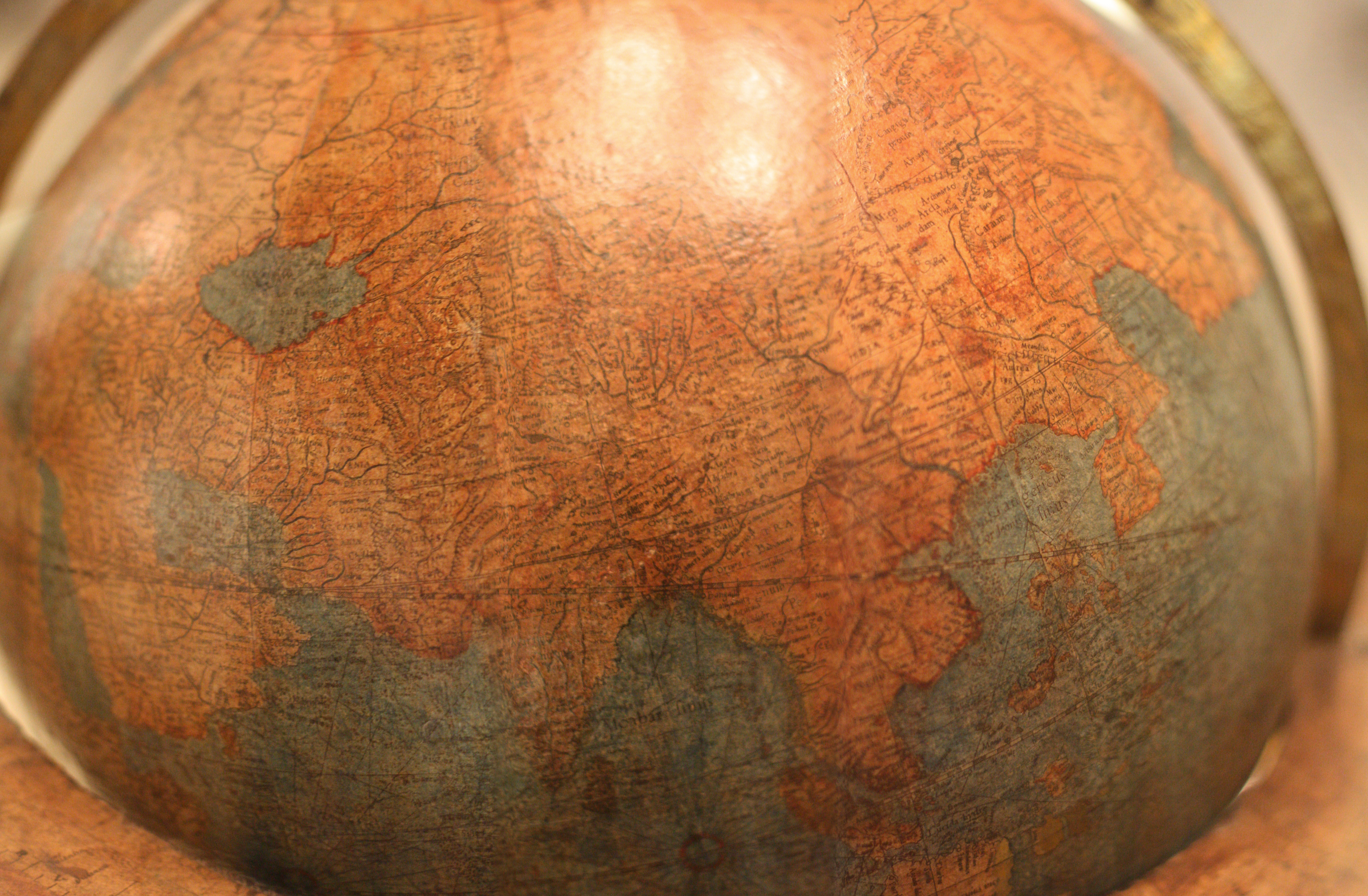
Ausschnitt des Erdglobus mit der Darstellung Ostasiens. Globenmuseum, Wien

Die kartographische Darstellung orientiert sich an den älteren Weltkarten von Ptolemäus und Strabon, geht aber davon aus, dass das 16. Jahrhundert neue Kenntnisse zum Wissen der antiken Autoritäten beitragen konnte. Mercator zeichnete im Unterschied zu früheren Karten die Insel Taprobana wesentlich weiter westlich ein und ersetzte ihre Position bei Ptolemäus durch die wiederentdeckte Malaiische Halbinsel. Die gesamte Darstellung Ostasiens musste in den folgenden Jahrzehnten allerdings revidiert werden.
Die eigentlichen Neuerungen auf dem Globus waren deshalb vor allem der Form der Präsentation geschuldet. Mercator gelang es, die geografischen Namen als Wissensbestand von den verzeichneten Orten auf dem Globus zu trennen. Er nutzte ein eigenes System indexalischen Benennungswissens und griff als einer der Ersten auf Zahlen zurück. Die mit benannten Orten übersäten Gebiete Europas werden deshalb im Südatlantik indexiert und die Kennzahlen an dieser weniger gut erforschten Stelle aufgelöst.
Mit dem Einzeichnen von Loxodromen gelang es Mercator, den Globus auch als Instrument der Nautik nutzbar zu machen. Durch die Loxodrome werden die Meridiane immer im gleichen Winkel geschnitten, was die Kursbestimmung auf See erleichterte. Der Erdglobus von Mercator war der erste gedruckte Globus mit solchen Loxodromen. Trotz der Neuerungen setzte sich der Globus als Navigationsinstrument zur See nie durch.
Daneben wurde der Erdglobus von 1541 auch zur Projektion des Himmelswissens genutzt. Neben den geografischen Orten enthält er auch Sternpositionen klassischer Konstellationen. Hier griff Mercator bereits die roten Sterndarstellungen auf, die er zehn Jahre später auch auf seinem Himmelsglobus verwendete. Der Globus diente außerdem zur Verbreitung zoologischen Wissens. Die dargestellten Tiere der jeweiligen Kontinente sind benannt, wobei mit ihnen auch der Raum der Ozeane gefüllt wird.

## Exemplare
Heute sind noch mindestens 22 Exemplare des Erdglobus in verschiedenen Museen weltweit erhalten, unter anderem in der Provinzialbibliothek Amberg, im Museum für Kunst und Kulturgeschichte Dortmund, im Kultur- und Stadthistorischen Museum Duisburg, in der Harvard Map Collection, im National Maritime Museum in London-Greenwich, in der Biblioteca Roncioniana in Prato, im Museo astronomico e copernicano in Rom, im Historischen Museum Regensburg, im Mercatormuseum in Sint-Niklaas, im Palazzo Ducale in Urbania, im Globenmuseum der Österreichischen Nationalbibliothek in Wien und in der Herzog August Bibliothek in Wolfenbüttel.